# Malabaila psaridiana
Malabaila psaridiana är en flockblommig växtart som beskrevs av Theodor Heinrich von Heldreich. Malabaila psaridiana ingår i släktet Malabaila och familjen flockblommiga växter. Inga underarter finns listade i Catalogue of Life.